# 17980 Vanschaik
17980 Vanschaik este un asteroid din centura principală de asteroizi.

## Descriere
17980 Vanschaik este un asteroid din centura principală de asteroizi. A fost descoperit pe 10 mai 1999 la Socorro, New Mexico, în cadrul proiectului LINEAR. Asteroidul prezintă o orbită caracterizată de o semiaxă mare de 2,83 ua, o excentricitate de 0,08 și o înclinație de 3,2° în raport cu ecliptica.